# Pluto singt den Blues
Pluto singt den Blues ist ein US-amerikanischer animierter Kurzfilm von Charles A. Nichols aus dem Jahr 1947.

## Handlung
Pluto erwacht vom Gesang der Vögel. Er stimmt in ihren Gesang ein und die Vögel halten sich mit Grausen die Ohren zu. Das Summen der Biene, das Pluto anschließend zu imitieren versucht, bringt das Insekt dazu, eilig ihre Blüte zu verschließen, und auch die Grille zeigt sich wenig erfreut über Plutos Imitation des Zirpens. Der traurige Pluto geht zu einem Musikladen, vor dem eine Jukebox spielt. Nachdem er begonnen hat, zur Musik zu jaulen, trägt der Ladenbesitzer das Gerät davon. Pluto schmuggelt sich in den Laden, dessen Besitzer Mittagspause macht. Neben der Jukebox steht ein Plattenspieler, den Pluto mit seinem als Nadel fungierenden Schwanz versehentlich zum Laufen bringt. Ihm kommt eine Idee.
Wenig später sieht man Pluto aus seiner Hundehütte kommen. Er stimmt scheinbar mit Crooner-Stimme You Belong to my Heart an und die Tiere sind begeistert – in Wirklichkeit spielt im Hintergrund ein Plattenspieler, zu dessen Musik Pluto die Lippen bewegt. Zahlreiche Hundedamen fallen in Ohnmacht, als Pluto sie anschmachtet, und auch das kurzzeitige Hängen der Platte kann Pluto am Ende mit einem Lächeln überspielen.

## Produktion
Pluto singt den Blues kam am 26. Dezember 1947 als Teil der Disney-Trickfilmserie Pluto in die Kinos.
You Belong to my Heart, ein Cover des Titels Solamente una vez, stammt aus dem 1944 in die Kino gekommenen Trickfilm Drei Caballeros (orig. The Three Caballeros) und wurde damals von Dora Luz gesungen.

## Synchronisation
| Rolle               | Originalsprecher |
| ------------------- | ---------------- |
| Pluto               | Pinto Colvig     |
| Ladenbesitzer       | Billy Bletcher   |
| Schallplattensänger | John Woodbury    |

## Auszeichnungen
Pluto singt den Blues wurde 1948 für einen Oscar in der Kategorie „Bester animierter Kurzfilm“ nominiert, konnte sich jedoch nicht gegen So ein süßer Piepmatz durchsetzen.